# Leonora Brogna
Leonora Brogna, död 1532, känd som Brognina, var en italiensk hovfunktionär, hovdam åt Mantuas markisinnan Isabella d'Este 1494–1532. Hon var känd i samtiden för sin skönhet och sina uppmärksammade kärleksförbindelser med en rad kända personer, som kejserlige ambassadören i Milano, vicekungen av Neapel och kungen av Frankrike. 